# Зірочки цибулиноносні
Зірочки цибулиноносні або зірочки цибулинконосні (Gagea bulbifera) — вид трав'янистих рослин родини лілійні (Liliaceae). Поширений у Південно-Східній Європі, Західній, Центральній і Південній Азії, у тому числі в Україні. Цибулинний степовий ефемероїд. Регіонально рідкісний вид рослин. 
Етимологія: грец. βολβοϛ — «цибулина», лат. i — сполучна голосна, лат. fero — «виробляти».

## Опис

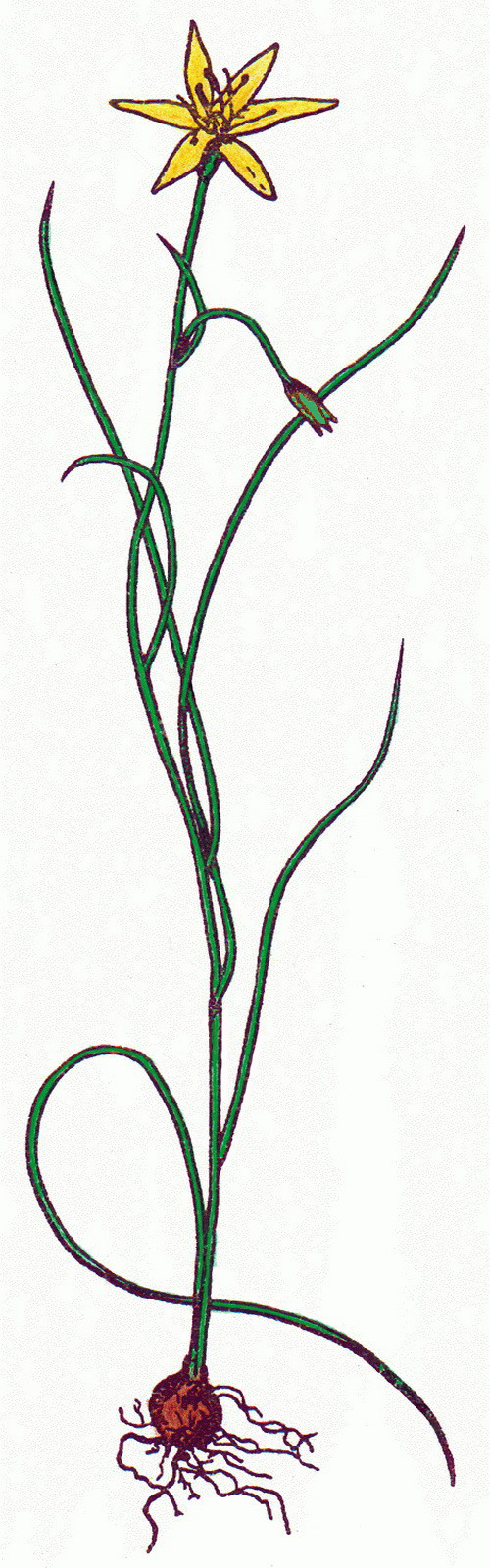

Багаторічна трав'яниста цибулинна пучкокоренева рослина, 5—15 см заввишки. Рослина коротко запушена. Цибулина одинична, яйцеподібна, невелика (3—6 мм в діаметрі), з бурувато-сірою оболонкою. У пазухах спірально-розміщених, ниткоподібних і при основі здутих, стеблових листків розвинені виводкові цибулинки. Прикореневе листя коротше за суцвіття. Оцвітина шестилиста, вільнолиста, після цвітіння неопадна, догори обернена. Листочки оцвітини подовжено-ланцетні, 7—12 мм довжиною, всередині жовті, блискучі, з медовою ямкою при основі, зовні зеленкуваті, з жовтим краєм. Суцвіття 1(2)—3(5)-квіткове; верхівкова квітка до цвітіння поникла. Зав'язь тригніздова; стовпчик тригранний з головчастою, невиразно трилопатевою приймочкою. Тичинок шість, 4—7 мм завдовжки, з прямовисними пиляками, прикріпленими при основі. Цвіте в кінці березня — у квітні. Плід: довгаста яйцеподібна коробочка, розміром 4—6 × 2–3 мм. Насінини плоскі.

## Поширення
Європа: пд. Росія, Україна, Румунія; Азія: Азербайджан, Вірменія, Грузія, Туреччина, Сіньцзян (Китай), Індія, Казахстан, Киргизстан, Іран.
В Україні вид поширений в Степу, Лісостепу (частіше в Донецькому Лісостепу) і Криму.

## Екологія
Цибулинний ефемероїд. Як мезоксерофіт і мезотроф, зростає на відносно небагатих, у тому числі еродованих і щебенистих, ґрунтах. Типова степова (степант) і петрофітна рослина, яка віддає перевагу добре освітленим місцям (геліофіт). Ентомофіл. Вегетаційний період, як у всіх ефемероїдів, короткий.
В Україні зростає в степах, на трав'янистих і кам'янистих схилах, відслоненнях гірських порід. 
В умовах Запорізької області зустрічається, як правило, на ділянках з розрідженим травостоєм серед справжніх  і петрофітних степів, а також безпосередньо на відслоненнях гірських порід. Утворює зазвичай нечисленні, мозаїчно-лінійні ценопопуляції.

## Охорона
Зірочки цибулиноносні як регіонально рідкісний вид занесено до Червоного списку рослин Запорізької області.
У Запорізькій області вид охороняється в Національному заповіднику «Хортиця», ландшафтних заказниках «Верхів'я балки Канцерівська» (= Кайдацька), «Томаківський», «Балка Малишевська», комплексній пам'ятці природи  «Балка Лукашева» та ряді інших природно-заповідних об'єктів. .....

## Галерея
Зірочки цибулиноносні. Запорізьке Придніпров'я

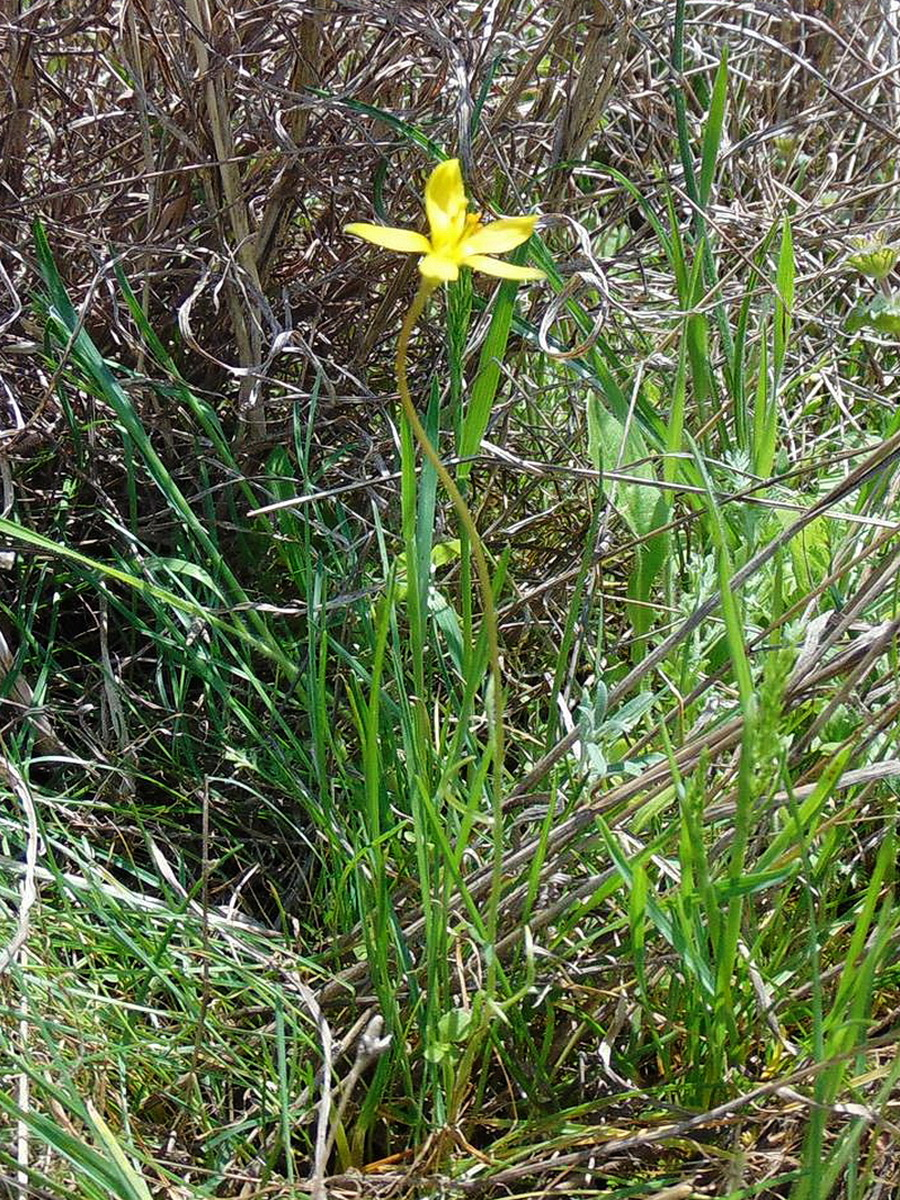
У ландшафтному заказнику «Балка Малишевська»
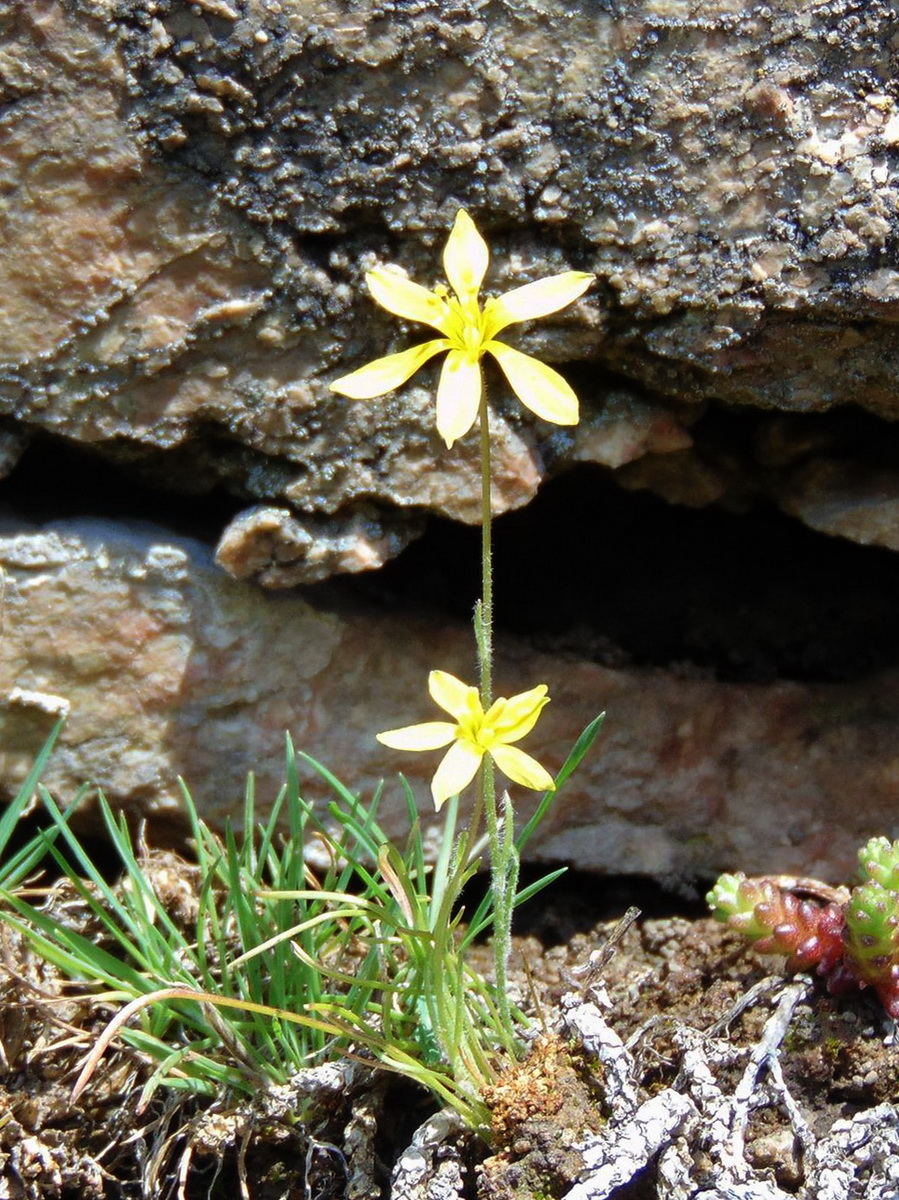
У долині р.Томаківка
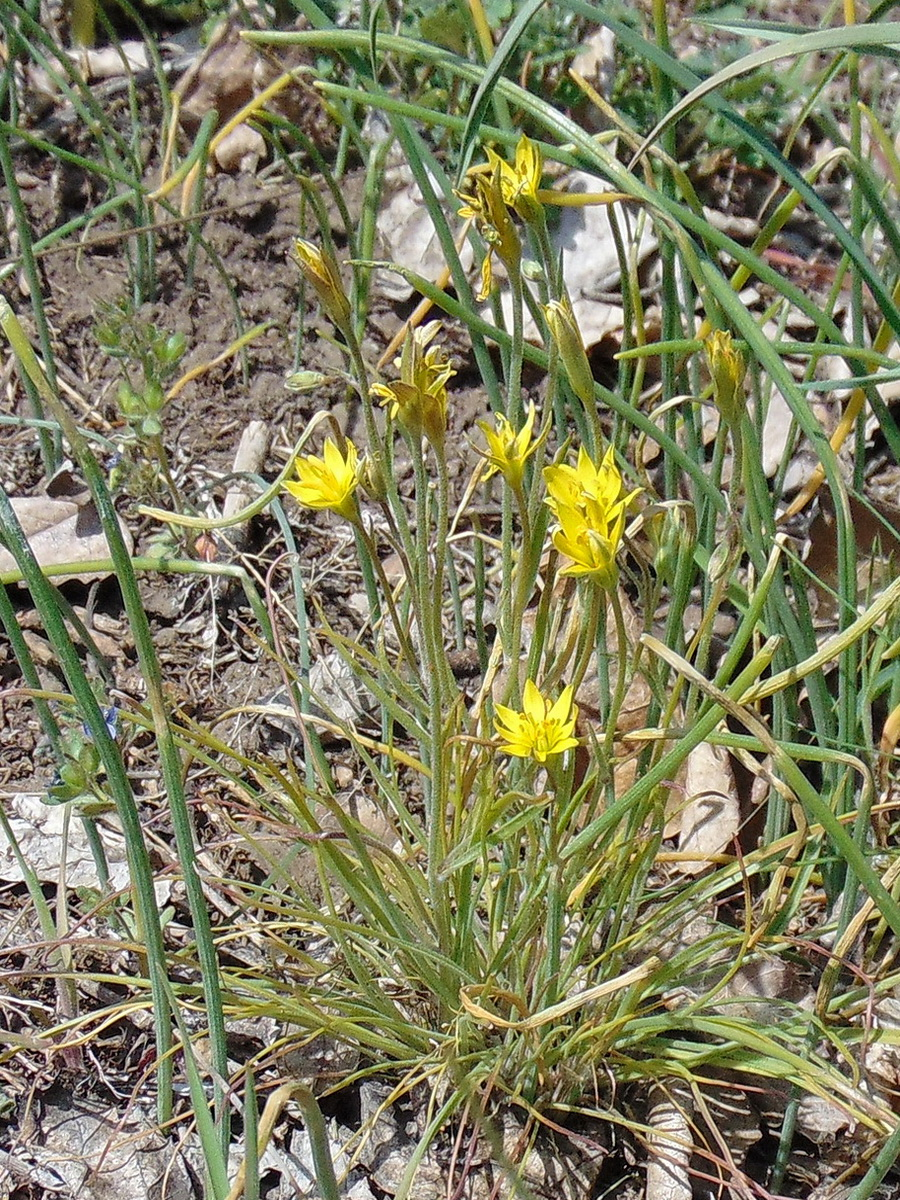
У ландшафтному заказнику «Томаківський»
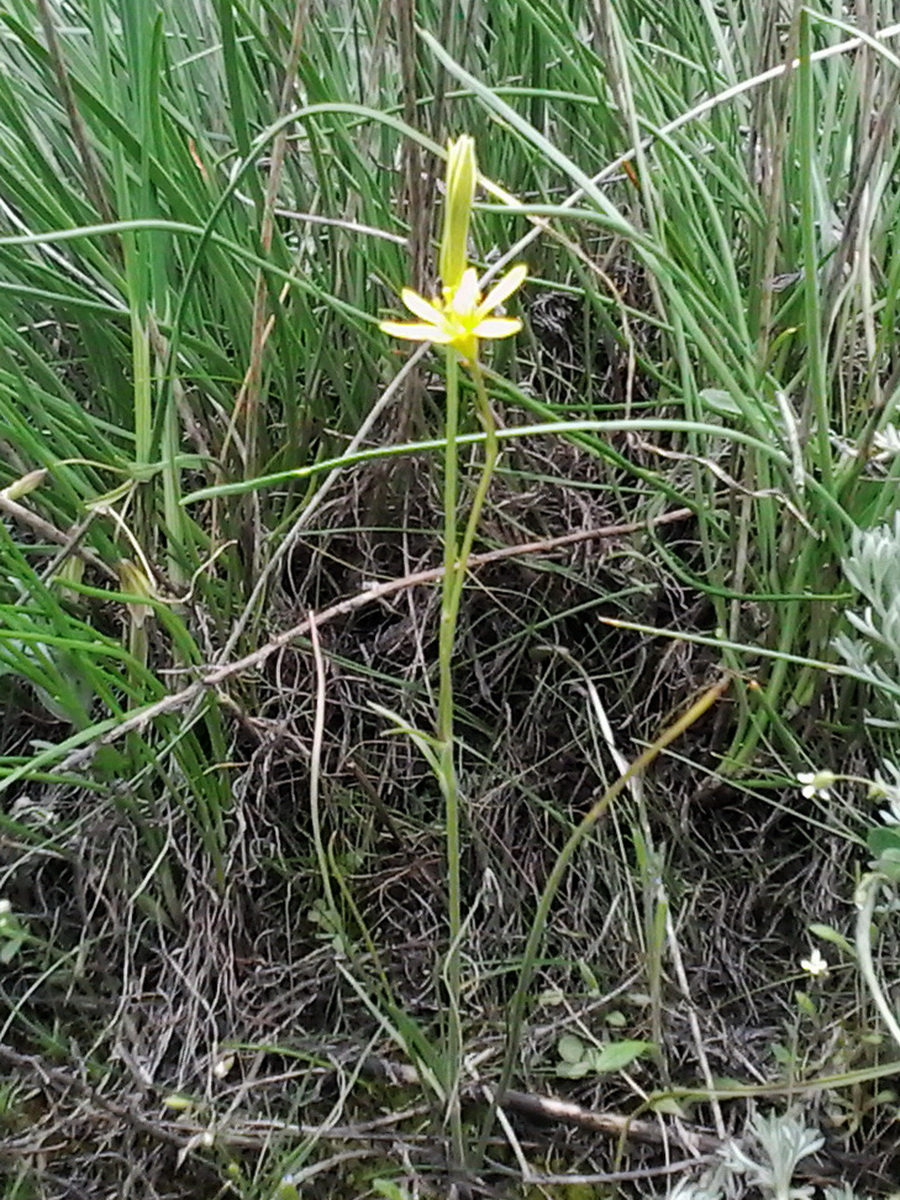
У долині р. Верхня Хортиця
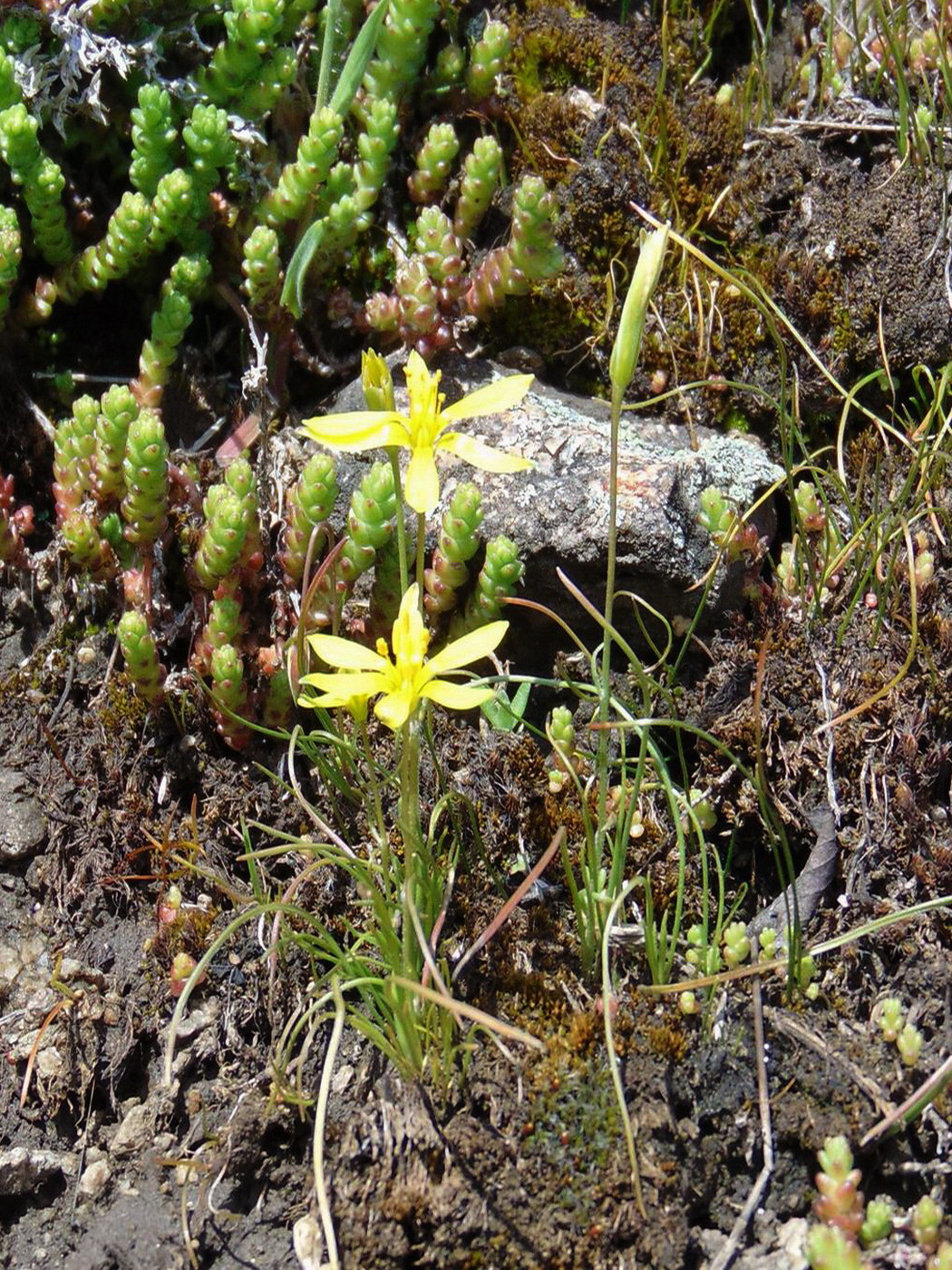
У ландшафтному заказнику «Верхів'я балки Канцерівська»
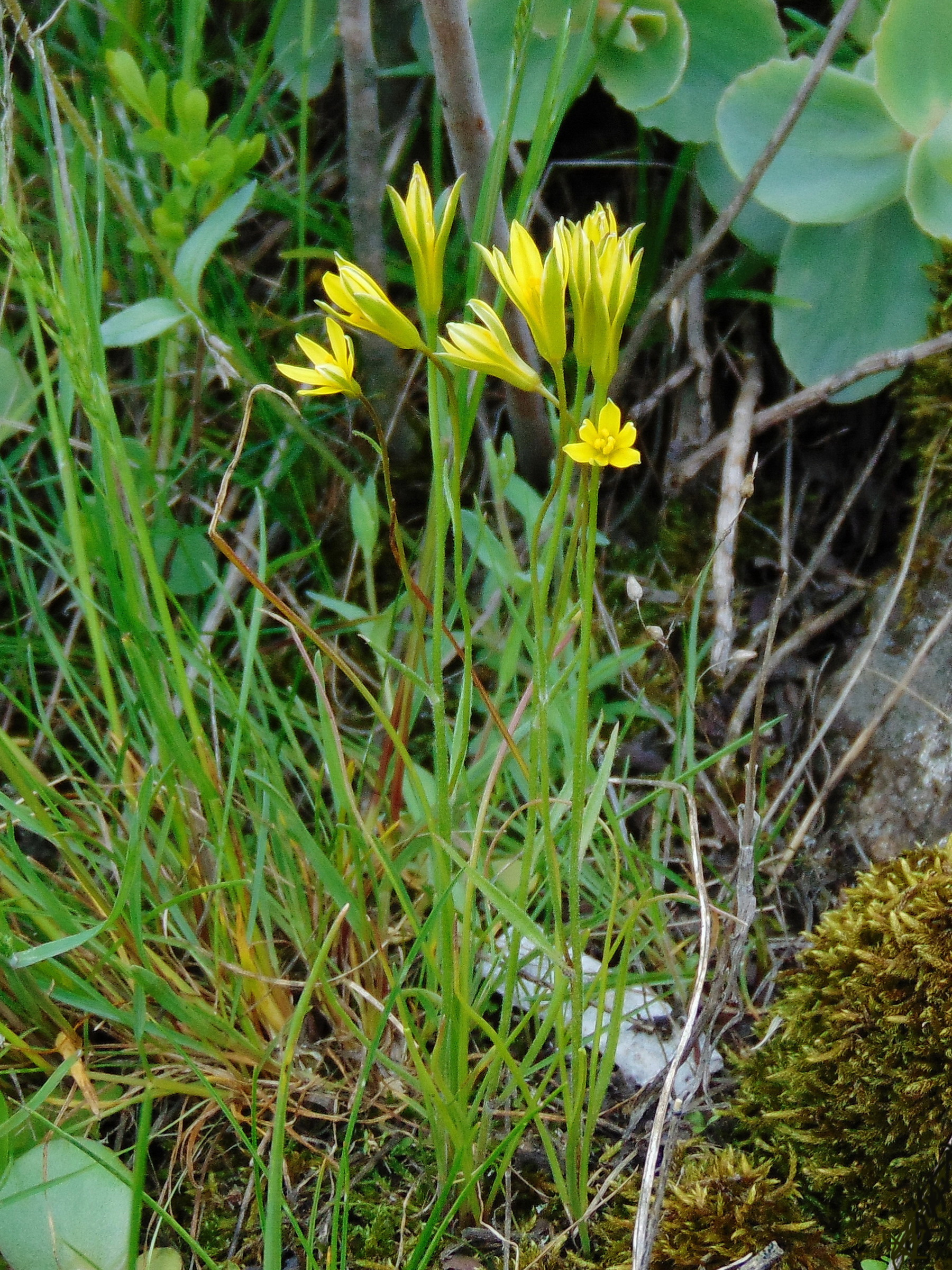
У м.Запоріжжя (Правий берег)
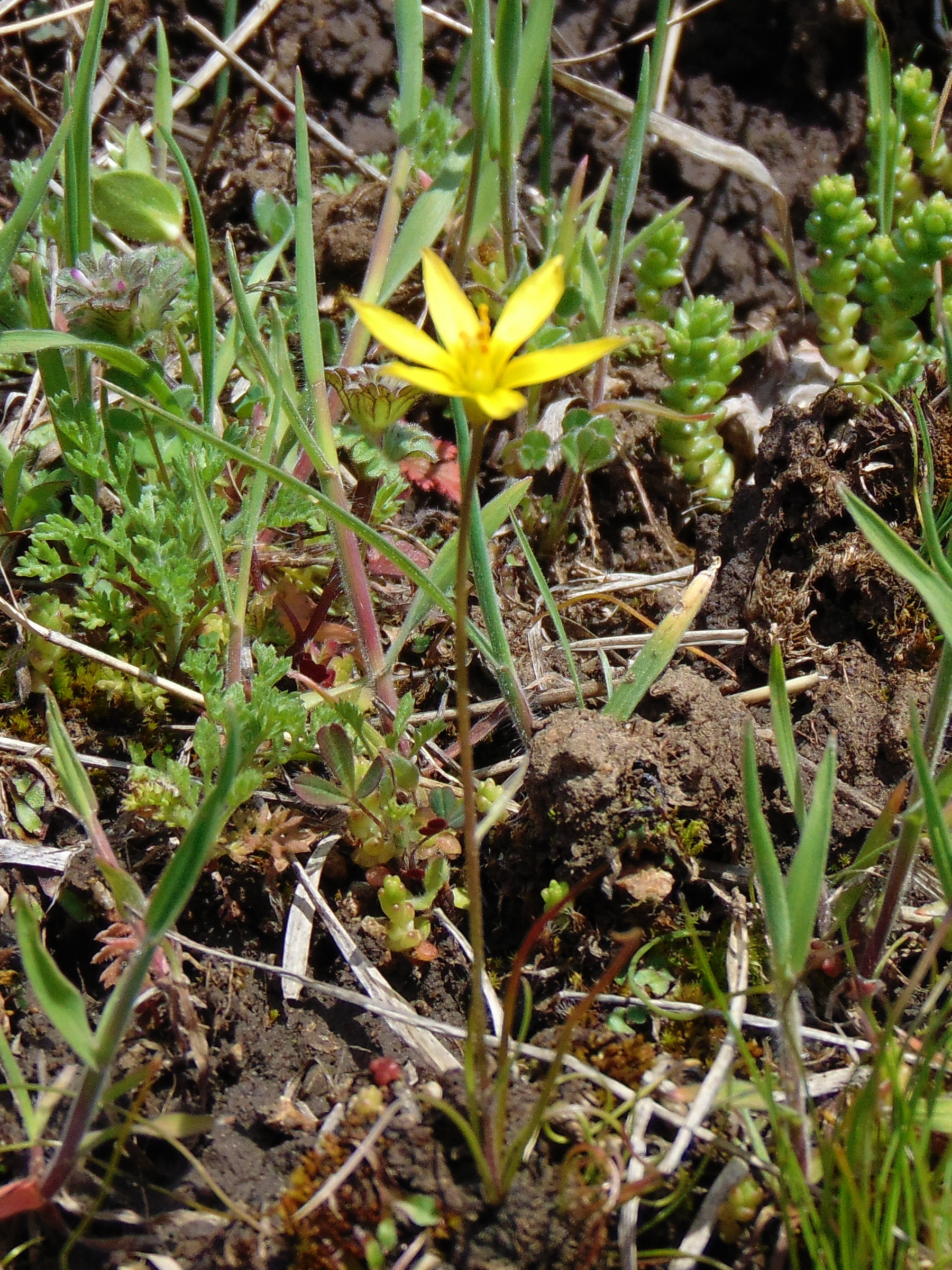
У долині р.Середня Хортиця
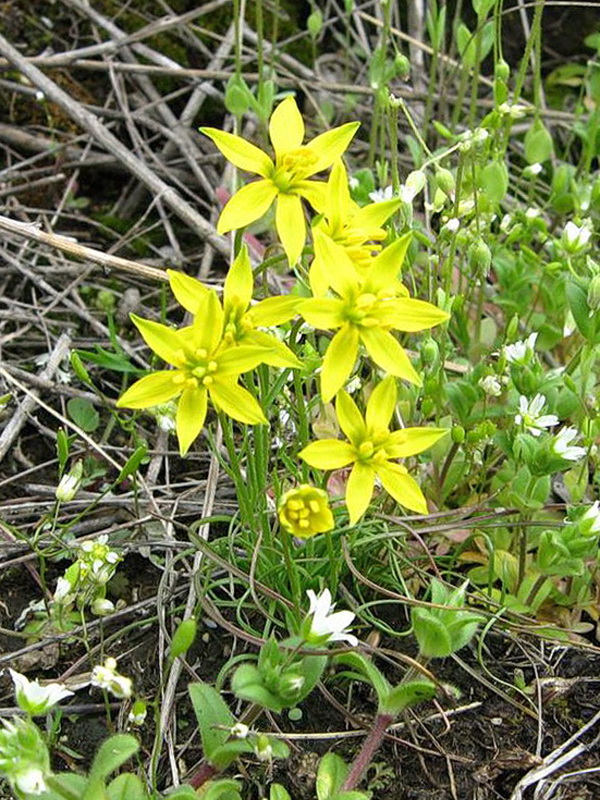
У долині р.Нижня Хортиця
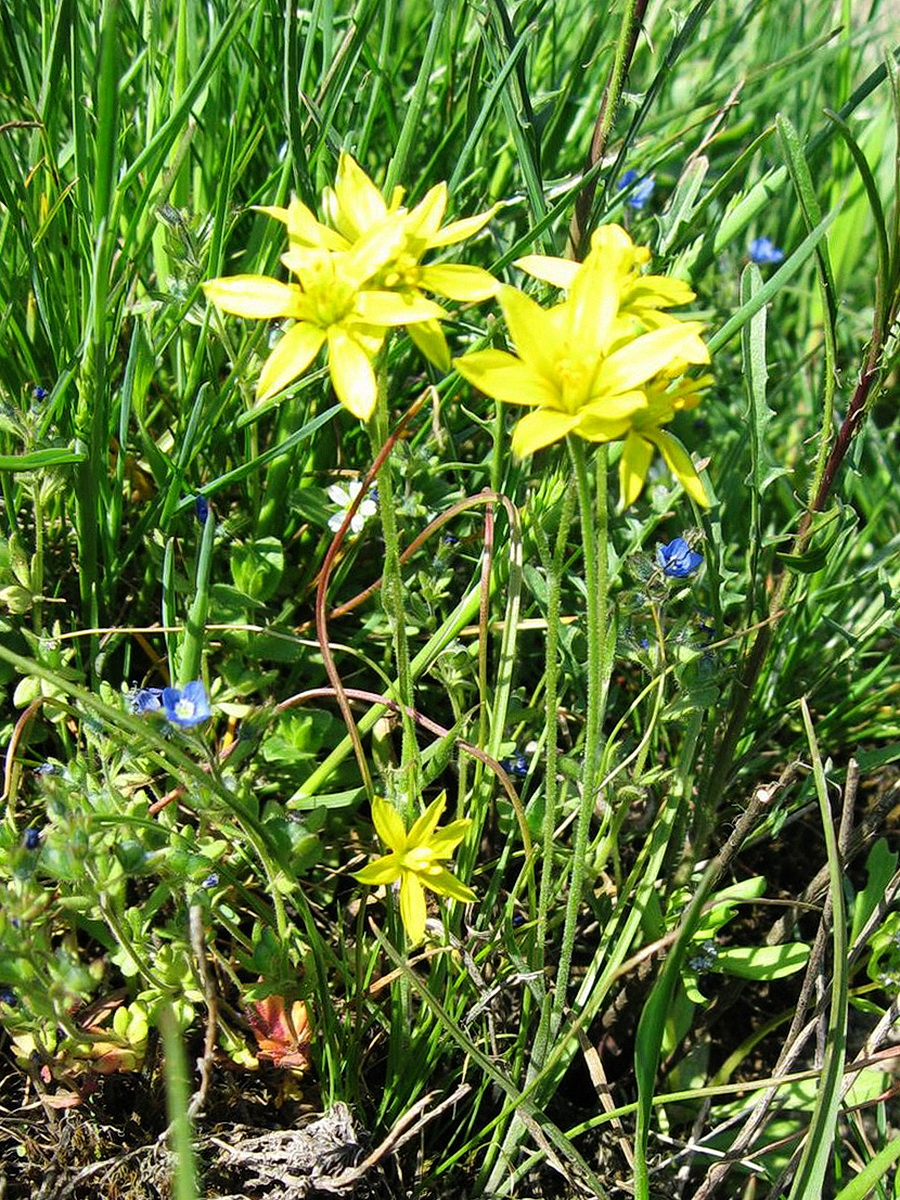
У балці Червона
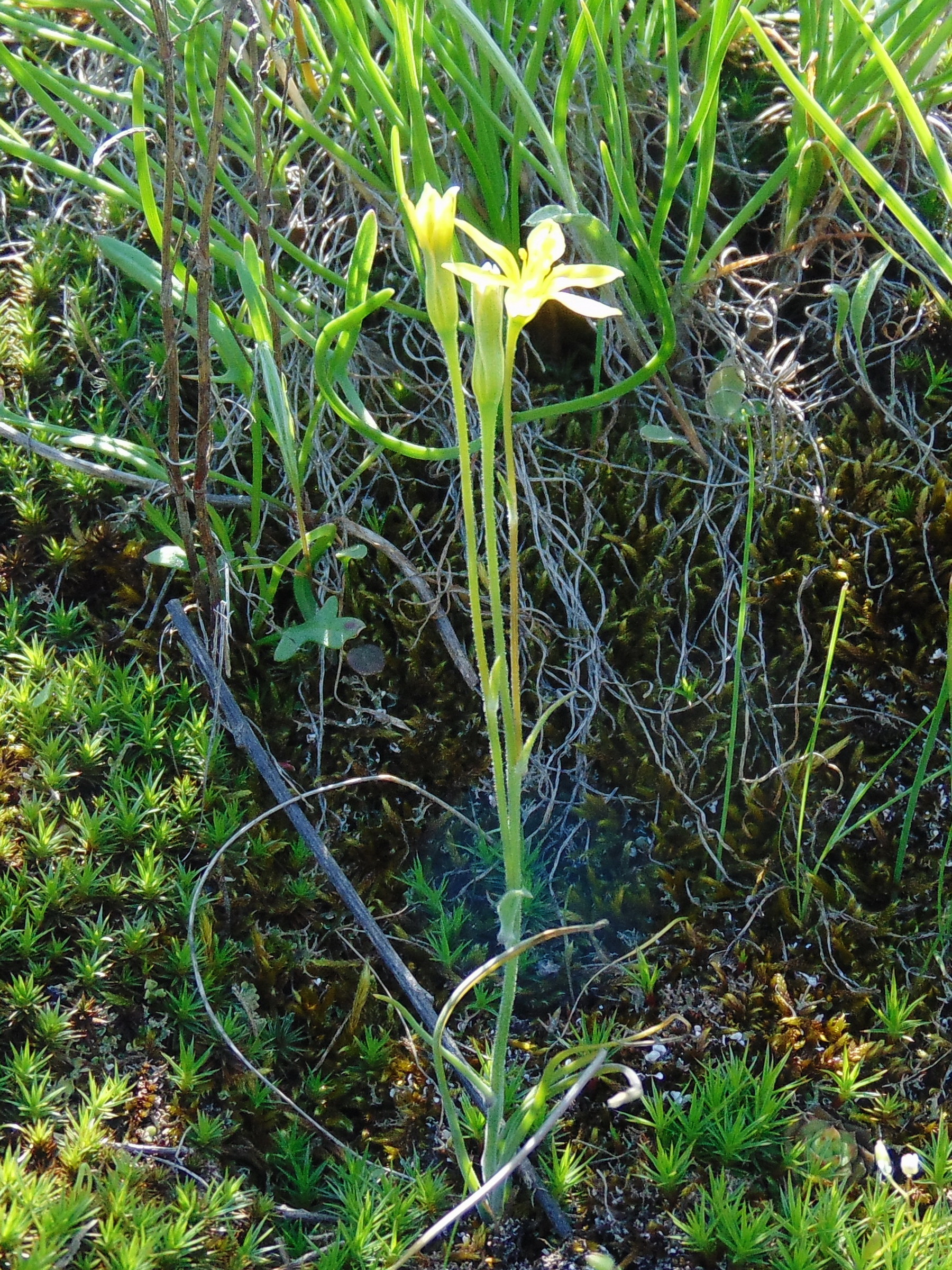
На о. Хортиця. Балка Генералка
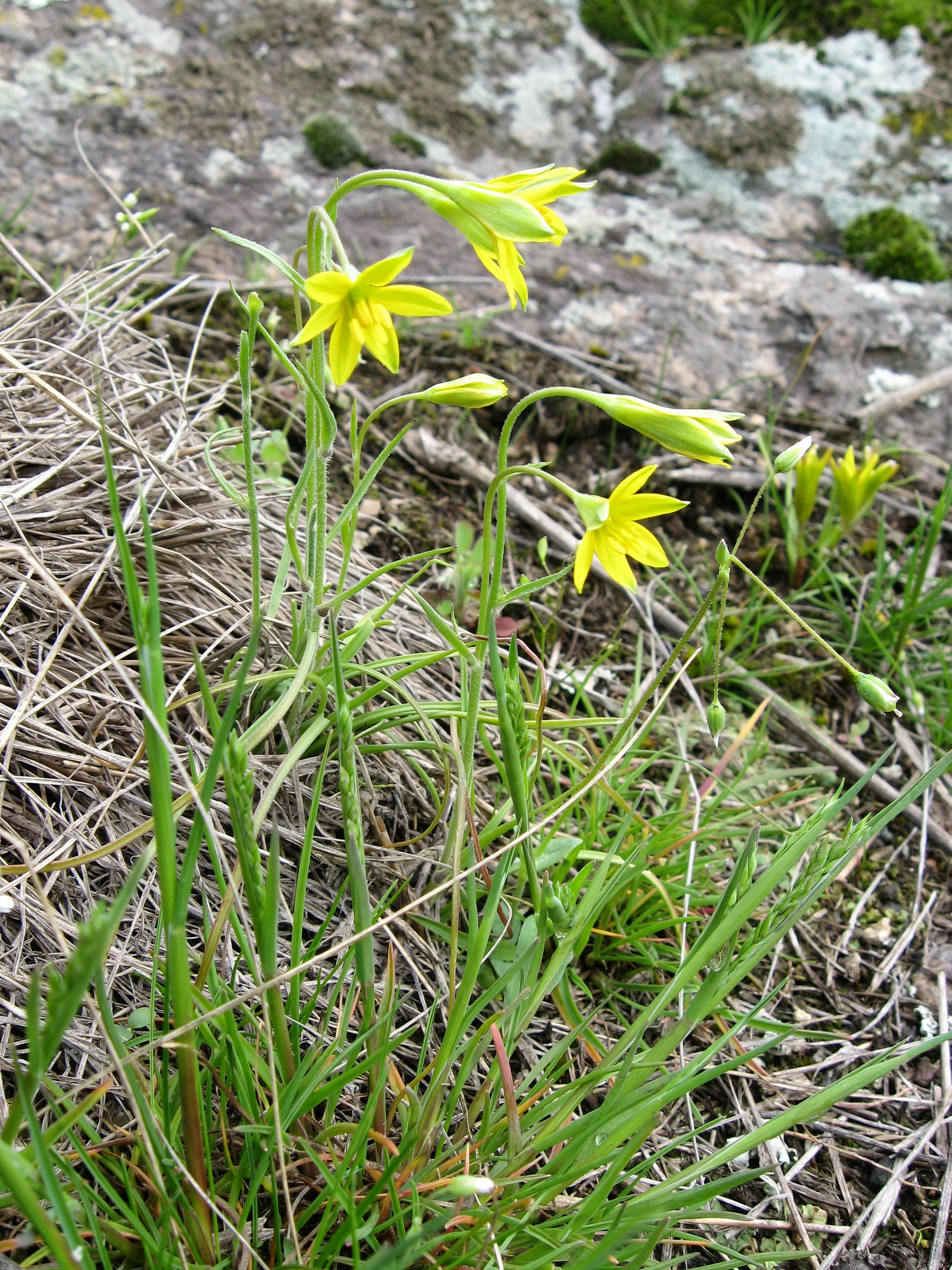
У Національному заповіднику «Хортиця»
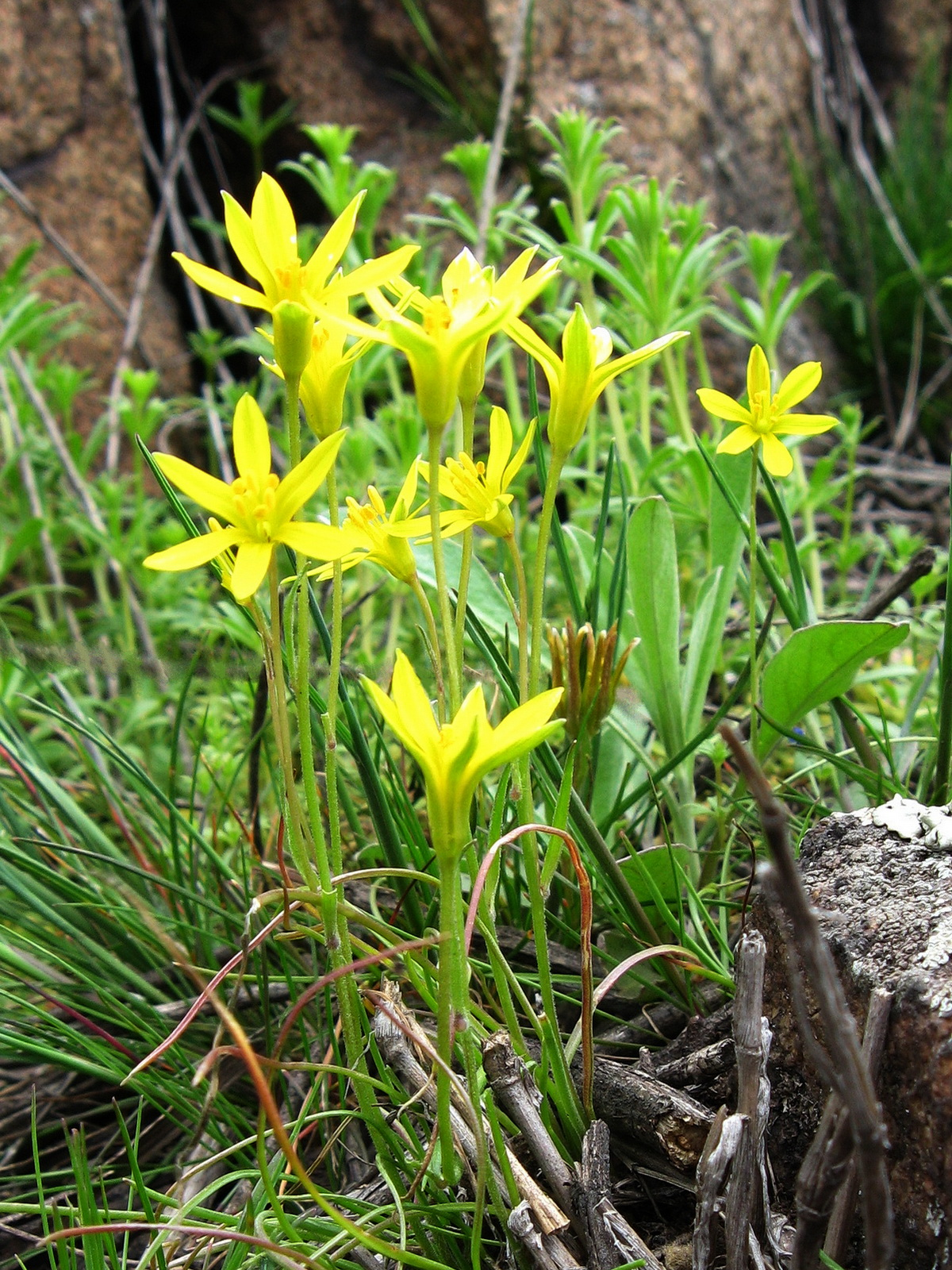
У геологічному заказнику «Дніпровські пороги»